# بوريليا
البوريليا (الاسم العلمي: Borrelia) (بالإنجليزية: Thicklip pupfish) هي جنس من البكتيريا تتبع الفصيلة البوريلية من رتبة الملتويات. البوريليا تسبب داء لايم وهو مرض منقول عن طريق الناقلات وهي هنا منقولة في المقام الأول عن طريق القراد وبعض القمل بالاعتماد على النوع. يوجد 36 نوع معروف من البورلية.

## داء لايم
من الستة والثلاثين نوع المعروف من البورلية، 12 من هذه الأنواع معروف أنها تسبب داء لايم وتنقل عن طريق القراد، أنواع البورلية الرئيسية المسببة لداء لايم منها بورلية بيرجدورفيري وبورلية أفيزيلى

## حمى انتكاسية
حمى داء لايم الانتكاسية غالبا ما تحدث مع تجرثم دم حاد. البورلية المستعادة تنقل عن طريق قمل جسم الإنسان ولا يعرف مستودع آخر لها. القمل الذي يتغذى على الناس المصابين يكتسب كائنات البورلية والتي بعد ذلك تتضاعف في أحشاء القمل. عندما يتغدى قمل مصاب على شخص غير مصاب، يكتسب الكائن منفذ عندما تسحق الضحية القملة أو عندما يحك الجلد حيث تتغذى القملة. البورلية المستعادة تعدى الإنسان عن طريق الغشاء المخاطى ومن ثم تغزو مجرى الدم.
عدوى القراد الناقل المنتكسة الأخرى تكتسب من فصائل أخرى، مثل بورلية هيرمسى أو بورلية باركيرى التي يمكن أن تنتشر من القوارض وتخدم كمستودع للعدوى، عن طريق قراد ناقل. البورلية المستعادة وبورلية هيرمسى تسبب أمراضا متشابهة للغاية، على الرغم من أن المرض المترابط مع بورلية هيرمسى لديه انتكاسات أكثر ومسئول عن ضحايا أكثر بينما المرض المسبب عن طريق المستعادة لديه حمى أطول وفترات بدون حمى وفترة حضانة أطول

## أنواع البوريليا
- بوريليا إسبانية
- بوريليا أمريكية
- بوريليا برازيلية
- بوريليا برغدورفيرية
- بوريليا تايلرية
- بوريليا تركية
- بوريليا تكسانية
- بوريليا صينية
- بوريليا فارسية
- بوريليا فنزويلية
- بوريليا قوقازية
- بوريليا كارولينية
- بوريليا يابانية
- (الاسم العلمي:Borrelia afzelii)
- (الاسم العلمي:Borrelia anserina)
- (الاسم العلمي:Borrelia baltazardii)
- (الاسم العلمي:Borrelia bavariensis)
- (الاسم العلمي:Borrelia burgdorferi)
- (الاسم العلمي:Borrelia coriaceae)
- (الاسم العلمي:Borrelia crocidurae)
- (الاسم العلمي:Borrelia dugesii)
- (الاسم العلمي:Borrelia duttonii)
- (الاسم العلمي:Borrelia garinii)
- (الاسم العلمي:Borrelia graingeri)
- (الاسم العلمي:Borrelia harveyi)
- (الاسم العلمي:Borrelia hermsii)
- (الاسم العلمي:Borrelia kurtenbachii)
- (الاسم العلمي:Borrelia latyschewii)
- (الاسم العلمي:Borrelia lusitaniae)
- (الاسم العلمي:Borrelia mazzottii)
- (الاسم العلمي:Borrelia miyamotoi)
- (الاسم العلمي:Borrelia parkeri)
- (الاسم العلمي:Borrelia recurrentis)
- (الاسم العلمي:Borrelia spielmanii)
- (الاسم العلمي:Borrelia tanukii)
- (الاسم العلمي:Borrelia tillae)
- (الاسم العلمي:Borrelia turdi)
- (الاسم العلمي:Borrelia turicatae)
- (الاسم العلمي:Borrelia valaisiana)